# Опасный водопад
Опасный водопад (Мутновский) — водопад в южной части полуострова Камчатка.
Находится к югу от г. Петропавловска-Камчатского, до которого 60 км по прямой.
Своё начало водопад Опасный берёт на склонах вулкана Мутновская сопка. Водопад состоит из одного каскада. Река, прорезая дно и западные стенки северо-восточного кратера, образует мощный водопад, общее падение которого составляет 80 метров. Ниже образуется глубокий каньон — овраг Опасный.
Популярный туристический объект.
Сочетание водопада, каньона и вулкана поставило это место Камчатки в ряд памятников природы мирового значения.